# Magyar Egyéni Salakmotor Bajnokság
A Magyar Egyéni Salakmotor Bajnokságot 1949 óta rendezik meg. Adorján Zoltán szerezte meg legtöbbször (tizenháromszor) a bajnoki címet. A legutóbbi bajnok (2011) Magosi Norbert.

## Bajnokok
| Szezon | Bajnok         | Befutó          | Harmadik hely |
| ------ | -------------- | --------------- | ------------- |
| 2011   | Magosi Norbert | Szatmári László | Tabaka József |
| 2010   | Tabaka József  | Benkő Roland    | Nagy Róbert   |
| 2009   | Ferjan Matej   | Magosi Norbert  | Tabaka József |